# Таиланд на летних Олимпийских играх 2024

## Квалификация
| № п/п | Вид спорта            | Мужчины        | Мужчины                | Женщины        | Женщины                | Всего          | Всего                  |
| № п/п | Вид спорта            | Завоевано квот | Количество спортсменов | Завоевано квот | Количество спортсменов | Завоевано квот | Количество спортсменов |
| ----- | --------------------- | -------------- | ---------------------- | -------------- | ---------------------- | -------------- | ---------------------- |
| 1     | Академическая гребля  | 1              | 1                      |                |                        | 1              | 1                      |
| 2     | Бадминтон             | 2              | 4                      | 3              | 5                      | 6              | 9                      |
| 3     | Бокс                  | 2              | 2                      | 4              | 4                      | 6              | 6                      |
| 4     | Велоспорт             | 3              | 3                      | 1              | 1                      | 4              | 4                      |
| 5     | Конный спорт          |                |                        |                |                        | 1              | 1                      |
| 6     | Настольный теннис     |                |                        | 3              | 3                      | 3              | 3                      |
| 7     | Парусный спорт        | 2              | 2                      | 2              | 2                      | 4              | 4                      |
| 8     | Современное пятиборье | 1              | 1                      |                |                        | 1              | 1                      |
| 9     | Стрельба              | 1              | 1                      | 2              | 2                      | 3              | 3                      |
| 10    | Тхэквондо             | 1              | 1                      | 2              | 2                      | 3              | 3                      |
| 11    | Тяжёлая атлетика      | 2              | 2                      | 2              | 2                      | 4              | 4                      |
|       | ИТОГО                 | 15             | 17                     | 19             | 21                     | 36             | 39                     |

## Медали
| Медаль | Спортсмен(ы) | Вид спорта | Дисциплина | Дата |
| ------ | ------------ | ---------- | ---------- | ---- |

| Вид спорта | 1 | 2 | 3 | Всего |

| Медали по датам | Медали по датам | Медали по датам | Медали по датам | Медали по датам | Медали по датам |
| --------------- | --------------- | --------------- | --------------- | --------------- | --------------- |
| Дата            | 1               | 2               | 3               | Всего           |                 |

## Состав команды
Академическая гребля
1. Квота1

 Бадминтон
1. Кунлавут Витидсарн
2. Супак Джомкох
3. Киттинупонг Кедрен
4. Дечапол Пуаваранукрох
5. Ратчанок Интанон
6. Супанида Катетонг
7. Йонгколпхан Кититаракул
8. Равинда Пражонджай
9. Сапсири Таераттаначай

 Бокс
1. Титисан Панмод[англ.]
2. Буньйонг Синсири[англ.]
3. Чутамат Раксат
4. Джутамас Джитпонг[англ.]
5. Тхананья Сомнуек[англ.]
6. Джанжаем Суваннафенг[англ.]*

Велоспорт
 Шоссейный велоспорт
1. Квота1
2. Квота1

 Трековый велоспорт
1. Квота1

 BMX
1. Квота1

 Конный спорт
1. Квота1

 Настольный теннис
1. Квота1
2. Квота2
3. Квота3

 Парусный спорт
1. Квота1
2. Артит Михаил Романюк[англ.]
3. Квота1
4. София Монтгомери[англ.]

 Современное пятиборье
1. Пхурит Йохуанг

 Стрельба
1. Квота1
2. Квота1
3. Квота2

 Тхэквондо
1. Банлунг Тубтимданг[англ.]
2. Панипак Вонгпаттанакит
3. Сасикарн Тонгчан[англ.]

 Тяжёлая атлетика
1. Теерапонг Силачай
2. Вирафон Вичума[англ.]
3. Суродчана Хамбао[англ.]
4. Дуангаксорн Чайди

## Академическая гребля
Таиланд завоевал одну квоту на участие в соревнованиях по академической гребле на Квалификационной регате Азии и Океании в Чхунджу, Корея.
Мужчины
| Спортсмен | Дисциплина | Заезд | Заезд | Утеш. заезд | Утеш. заезд | Полуфиналы | Полуфиналы | Финалы | Финалы |
| Спортсмен | Дисциплина | Время | Место | Время       | Место       | Время      | Место      | Время  | Место  |
| --------- | ---------- | ----- | ----- | ----------- | ----------- | ---------- | ---------- | ------ | ------ |
|           | Одиночки   |       |       |             |             |            |            |        |        |

## Бадминтон
Таиланд завоевал шесть квот на участие в олимпийском турнире по бадминтону в соответствии с Олимпийским рейтингом BWF.
Мужчины
| Спортсмен                        | Категория | Группы        | Группы        | Группы        | Группы | Выбывание     | Четвертьфиналы | Полуфиналы    | Финал / За 3 место | Финал / За 3 место |
| Спортсмен                        | Категория | Соперник Счет | Соперник Счет | Соперник Счет | Место  | Соперник Счет | Соперник Счет  | Соперник Счет | Соперник Счет      | Место              |
| -------------------------------- | --------- | ------------- | ------------- | ------------- | ------ | ------------- | -------------- | ------------- | ------------------ | ------------------ |
| Кунлавут Витидсарн               | Одиночный |               |               |               |        |               |                |               |                    |                    |
| Супак Джомкох Киттинупонг Кедрен | Пары      |               |               |               |        | —             |                |               |                    |                    |

Женщины
| Спортсмен                                  | Категория | Группы        | Группы        | Группы        | Группы | Выбывание     | Четвертьфиналы | Полуфиналы    | Финал / За 3 место | Финал / За 3 место |
| Спортсмен                                  | Категория | Соперник Счет | Соперник Счет | Соперник Счет | Место  | Соперник Счет | Соперник Счет  | Соперник Счет | Соперник Счет      | Место              |
| ------------------------------------------ | --------- | ------------- | ------------- | ------------- | ------ | ------------- | -------------- | ------------- | ------------------ | ------------------ |
| Ратчанок Интанон                           | Одиночный |               |               |               |        |               |                |               |                    |                    |
| Супанида Катетонг                          | Одиночный |               |               |               |        |               |                |               |                    |                    |
| Йонгколпхан Кититаракул Равинда Пражонджай | Пары      |               |               |               |        | —             |                |               |                    |                    |

Микст
| Спортсмен                                   | Категория | Группы        | Группы        | Группы        | Группы | Четвертьфиналы | Полуфиналы    | Финал / За 3 место | Финал / За 3 место |
| Спортсмен                                   | Категория | Соперник Счет | Соперник Счет | Соперник Счет | Место  | Соперник Счет  | Соперник Счет | Соперник Счет      | Место              |
| ------------------------------------------- | --------- | ------------- | ------------- | ------------- | ------ | -------------- | ------------- | ------------------ | ------------------ |
| Дечапол Пуаваранукрох Сапсири Таераттаначай | Микст     |               |               |               |        |                |               |                    |                    |

## Бокс
Таиланд завоевал на Азиатских играх 2022 года в Ханчжоу, Китай одно место в мужской и три места в женский олимпийские турниры боксеров. Еще по одному месту в мужской и женский турнир соответственно Таиланд получил по результатам Азиатских игр 2022 в Хачжоу, Китай и Мирового квалификационного турнира 2024 года в Бусто-Арсицио, Италия.
| Спортсмен            | Категория       | 1 раунд            | 1/8 финала         | Четвертьфиналы     | Полуфиналы         | Финал              | Финал |
| Спортсмен            | Категория       | Соперник Результат | Соперник Результат | Соперник Результат | Соперник Результат | Соперник Результат | Место |
| -------------------- | --------------- | ------------------ | ------------------ | ------------------ | ------------------ | ------------------ | ----- |
| Титисан Панмод       | Мужчины 51 кг   | 0                  |                    |                    |                    |                    |       |
| Буньйонг Синсири     | Мужчины 63,5 кг | 0                  |                    |                    |                    |                    |       |
| Чутамат Раксат       | Женщины 50 кг   | 0                  |                    |                    |                    |                    |       |
| Джутамас Джитпонг    | Женщины 54 кг   | 0                  |                    |                    |                    |                    |       |
| Тхананья Сомнуек     | Женщины 60 кг   | 0                  |                    |                    |                    |                    |       |
| Джанжаем Суваннафенг | Женщины 66 кг   | 0                  |                    |                    |                    |                    |       |

## Велоспорт

### Шоссейные велогонки
Таиланд получил по по рейтингу UCI по одному месту в женской и мужской групповых гонках на шоссе, а также одно место в женской индивидуальной гонке с раздельным стартом.
| Спортсмен | Дисциплина                    | Время | Место |
| --------- | ----------------------------- | ----- | ----- |
|           | Групповая гонка, мужчины      |       |       |
|           | Групповая гонка, женщины      |       |       |
|           | Индивидуальная гонка, женщины |       |       |

### Велотрек
Таиланд завоевала в соответствии с олимпийским рейтингом UCI одно место в мужских спринтерских дисциплинах.
Спринт
| Спортсмен | Дисциплина | Квалификация | Квалификация | Раунд 1        | Утеш. 1        | Раунд 2        | Утеш 2         | Раунд 3        | Утеш. 3        | Четвертьфиналы | Полуфиналы     | Финал / За 3 место | Финал / За 3 место |
| Спортсмен | Дисциплина | Время        | Место        | Соперник Время | Соперник Время | Соперник Время | Соперник Время | Соперник Время | Соперник Время | Соперник Время | Соперник Время | Соперник Время     | Место              |
| --------- | ---------- | ------------ | ------------ | -------------- | -------------- | -------------- | -------------- | -------------- | -------------- | -------------- | -------------- | ------------------ | ------------------ |
|           | Мужчины    |              |              |                |                |                |                |                |                |                |                |                    |                    |

Кейрин
| Спортсмен | Дисциплина | Раунд 1 | Утеш. | Четвертьфиналы | Полуфиналы | Финал |
| Спортсмен | Дисциплина | Место   | Место | Место          | Место      | Место |
| --------- | ---------- | ------- | ----- | -------------- | ---------- | ----- |
|           | Мужчины    |         |       |                |            |       |

### BMX
BMX-гонки
Таиланд получил одно место на участие в мужской BMX-гонке по результатам Чемпионата Азии по BMX-гонкам 2023 года в Тагайтае, Филиппины.
| Спортсмен | Дисциплина | Четвертьфиналы | Четвертьфиналы | Полуфиналы | Полуфиналы | Финал     | Финал |
| Спортсмен | Дисциплина | Результат      | Место          | Баллы      | Место      | Результат | Место |
| --------- | ---------- | -------------- | -------------- | ---------- | ---------- | --------- | ----- |
|           | Мужчины    |                |                |            |            |           |       |

## Конный спорт
Таиланд получил одно место в личные соревнования по конкуру в соответствии с олимпийским рейтингом FEI.

### Конкур
| Спортсмен | Лошадь | Дисциплина    | Квалификация | Квалификация | Финал | Финал | Финал |
| Спортсмен | Лошадь | Дисциплина    | Штраф        | Место        | Штраф | Время | Место |
| --------- | ------ | ------------- | ------------ | ------------ | ----- | ----- | ----- |
|           |        | Личный турнир |              |              |       |       |       |

## Настольный теннис
Таиланд получил по рейтингу ITTF среди команд право выставить команду и, автоматически, два места в личных соревнованиях женщин.
| Спортсмен | Дисциплина      | Предварит.         | 1 Раунд            | 2 Раунд            | 3 Раунд            | 1/8                | Четвертьфиналы     | Полуфиналы         | Финал / За 3 место | Финал / За 3 место |
| Спортсмен | Дисциплина      | Соперник Результат | Соперник Результат | Соперник Результат | Соперник Результат | Соперник Результат | Соперник Результат | Соперник Результат | Соперник Результат | Место              |
| --------- | --------------- | ------------------ | ------------------ | ------------------ | ------------------ | ------------------ | ------------------ | ------------------ | ------------------ | ------------------ |
|           | Женщины личное  |                    |                    |                    |                    |                    |                    |                    |                    |                    |
|           |                 |                    |                    |                    |                    |                    |                    |                    |                    |                    |
|           | Женщины команды | —                  | —                  | —                  | —                  |                    |                    |                    |                    |                    |

## Парусный спорт
Таиланд завоевал право выставить по одной лодке (яхте) в нижеследующих классах судов по результатам Азиатских игр 2022 года в Нинбо, Китай и Азиатской регате 2023 года в Чонбури, Таиланд.
Гонки с выбыванием
| Спортсмен | Дисциплина     | Гонка | Гонка | Гонка | Гонка | Гонка | Гонка | Гонка | Гонка | Гонка | Гонка | Гонка | Гонка | Гонка | Гонка | Гонка | Гонка | Гонка | Гонка | Гонка | Гонка | Гонка | Гонка | Гонка | Гонка | Гонка | Место |
| Спортсмен | Дисциплина     | 1     | 2     | 3     | 4     | 5     | 6     | 7     | 8     | 9     | 10    | 11    | 12    | 1/4   | ПФ1   | ПФ2   | ПФ3   | ПФ4   | ПФ5   | ПФ6   | Ф1    | Ф2    | Ф3    | Ф4    | Ф5    | Ф6    | Место |
| --------- | -------------- | ----- | ----- | ----- | ----- | ----- | ----- | ----- | ----- | ----- | ----- | ----- | ----- | ----- | ----- | ----- | ----- | ----- | ----- | ----- | ----- | ----- | ----- | ----- | ----- | ----- | ----- |
|           | Мужчины IQFoil |       |       |       |       |       |       |       |       |       | —     | —     | —     |       |       |       |       |       |       |       |       |       |       |       |       |       |       |
|           | Женщины IQFoil |       |       |       |       |       |       |       |       |       | —     | —     | —     |       |       |       |       |       |       |       |       |       |       |       |       |       |       |

Медальные гонки
| Спортсмен            | Дисциплина     | Гонка | Гонка | Гонка | Гонка | Гонка | Гонка | Гонка | Гонка | Гонка | Гонка | Гонка | Гонка | Гонка | Гонка | Гонка | Гонка | Баллы | Место |
| Спортсмен            | Дисциплина     | 1     | 2     | 3     | 4     | 5     | 6     | 7     | 8     | 9     | 10    | 11    | 12    | 13    | 14    | 15    | M*    | Баллы | Место |
| -------------------- | -------------- | ----- | ----- | ----- | ----- | ----- | ----- | ----- | ----- | ----- | ----- | ----- | ----- | ----- | ----- | ----- | ----- | ----- | ----- |
| Артит Михаил Романюк | Мужчины ILCA 7 |       |       |       |       |       |       |       |       |       |       | —     | —     | —     | —     | —     |       |       |       |
| София Монтгомери     | Женщины ILCA 6 |       |       |       |       |       |       |       |       |       |       | —     | —     | —     | —     | —     |       |       |       |

M = Медальная гонка; EL = Выбыл – не участвовал в медальной гонке

## Современное пятиборье
Таиланд завоевал одну квоту на участие в мужском олимпийском турнире на Азиатских играх 2022 года в Ханчжоу, Китай.
| Спортсмен      | Дисциплина     | Фехтование (шпага до 1 укола) | Фехтование (шпага до 1 укола) | Фехтование (шпага до 1 укола) | Фехтование (шпага до 1 укола) | Плавание (200 м вольный стиль) | Плавание (200 м вольный стиль) | Плавание (200 м вольный стиль) | Конный спорт (конкур) | Конный спорт (конкур) | Конный спорт (конкур) | Комбинация: стрельба и бег (10 м пистолет)/(3200 м) | Комбинация: стрельба и бег (10 м пистолет)/(3200 м) | Комбинация: стрельба и бег (10 м пистолет)/(3200 м) | Сумма | Место |
| Спортсмен      | Дисциплина     | ОР                            | БР                            | Место                         | Баллы                         | Время                          | Место                          | Баллы                          | Штраф                 | Место                 | Баллы                 | Время                                               | Место                                               | Баллы                                               | Сумма | Место |
| -------------- | -------------- | ----------------------------- | ----------------------------- | ----------------------------- | ----------------------------- | ------------------------------ | ------------------------------ | ------------------------------ | --------------------- | --------------------- | --------------------- | --------------------------------------------------- | --------------------------------------------------- | --------------------------------------------------- | ----- | ----- |
| Пхурит Йохуанг | Мужской турнир |                               |                               |                               |                               |                                |                                |                                |                       |                       |                       |                                                     |                                                     |                                                     |       |       |

## Стрельба
Таиланд завоевал два места в олимпийском турнире стрелков на Чемпионате мира по стрельбе 2023 года в Баку, Азербайджан, Чемпионате Азии по пулевой стрельбе 2024 года в Джакарте, Индонезия и Олимпийский квалификационный турнир ISSF по пулевой стрельбе 2024 года в Рио-де-Жанейро, Бразилия.
Мужчины
| Спортсмен | Дисциплина                            | Квалификация | Квалификация | Полуфинал | Полуфинал | Финал | Финал |
| Спортсмен | Дисциплина                            | Баллы        | Место        | Баллы     | Место     | Баллы | Место |
| --------- | ------------------------------------- | ------------ | ------------ | --------- | --------- | ----- | ----- |
|           | Винтовка из трёх положений, 50 метров |              |              |           |           |       |       |

Женщины
| Спортсмен | Дисциплина                    | Квалификация | Квалификация | Полуфинал | Полуфинал | Финал | Финал |
| Спортсмен | Дисциплина                    | Баллы        | Место        | Баллы     | Место     | Баллы | Место |
| --------- | ----------------------------- | ------------ | ------------ | --------- | --------- | ----- | ----- |
|           | Пистолет, 25 метров           |              |              |           |           |       |       |
|           | Пневматический пистолет, 10 м |              |              |           |           |       |       |

## Тхэквондо
Таиланд завоевал одно место в женском турнире в соответствии с рейтингом WT и по одному месту в мужском и женском турнирах на Азиатском квалификационном турнире 2024 года в Тайане, Китай.
| Спортсмен              | Дисциплина       | Квалификация       | 1/8 финала         | Четвертьфиналы     | Полуфиналы         | Утеш. поединки     | Финал/За 3 место   | Финал/За 3 место |
| Спортсмен              | Дисциплина       | Соперник Результат | Соперник Результат | Соперник Результат | Соперник Результат | Соперник Результат | Соперник Результат | Место            |
| ---------------------- | ---------------- | ------------------ | ------------------ | ------------------ | ------------------ | ------------------ | ------------------ | ---------------- |
| Банлунг Тубтимданг     | Мужчины до 68 кг |                    |                    |                    |                    |                    |                    |                  |
| Панипак Вонгпаттанакит | Женщины до 49 кг |                    |                    |                    |                    |                    |                    |                  |
| Сасикарн Тонгчан       | Женщины до 67 кг |                    |                    |                    |                    |                    |                    |                  |

## Тяжёлая атлетика
Таиланд получил по два места в мужских и женских соревнованиях в соответствии с олимпийским рейтингом IWF.
| Спортсмен         | Категория           | Рывок     | Рывок | Толчок    | Толчок | Всего | Место |
| Спортсмен         | Категория           | Результат | Место | Результат | Место  | Всего | Место |
| ----------------- | ------------------- | --------- | ----- | --------- | ------ | ----- | ----- |
| Теерапонг Силачай | Мужчины до 61 кг    |           |       |           |        |       |       |
| Вирафон Вичума    | Мужчины до 73 кг    |           |       |           |        |       |       |
| Суродчана Хамбао  | Женщины до 49 кг    |           |       |           |        |       |       |
| Дуангаксорн Чайди | Женщины свыше 81 кг |           |       |           |        |       |       |